# All Our Gods Have Abandoned Us
All Our Gods Have Abandoned Us ist das siebte Studioalbum der britischen Metalcore-Band Architects. Es erschien weltweit am 27. Mai 2016 über Epitaph Records mit Ausnahme von Australien und Kanada. Dort wurde das Album über UNFD bzw. New Damage veröffentlicht.
Es ist das erste Album, das die Gruppe mit dem Gitarristen Adam Christianson, welcher zwischen 2012 und 2015 als Tourmusiker mit der Band unterwegs war, aufgenommen hat. Außerdem ist All Our Gods Have Abandoned Us das letzte Album in Zusammenarbeit mit Tom Searle, welcher am 20. August 2016 an seinem Krebsleiden verstarb.
Aufgenommen wurde das Album in Göteborg, Schweden und wird als das „heavieste und dunkelste Werk der Band“ beschrieben. All Our Gods Have Abandoned Us gelangen internationale Charteinstiege, darunter in Deutschland, Österreich, im Vereinigten Königreich, in den Vereinigten Staaten und in der Schweiz.

## Hintergrund
In einer Bekanntmachung des australischen Labels UNFD hieß es, dass die Gruppe im Oktober des Jahres 2015 nach Göteborg, Schweden geflogen sei, um mit Fredrik Nordström und Henrik Udd im Studio Fredman an ihrem Album zu arbeiten. Im Studio Fredman wurde zuvor bereits das Vorgängerwerk Lost Forever // Lost Together eingespielt. Insgesamt dauerten die Arbeiten an All Our Gods Have Abandoned Us sieben Wochen, sodass die Produktion im Dezember des gleichen Jahres abgeschlossen waren.
Im März 2016 veröffentlichte Epitaph Records den ersten Teil des Studiotagebuches der Band auf Youtube, in dem die Entstehungsgeschichte des Albums von den Musikern detailliert erklärt wird. Die Gruppe entschied sich, einen ähnlichen musikalischen Weg einzuschlagen, den sie bereits auf dem Vorgänger angedeutet hatten. Aus diesem Grund entschieden sich die Musiker für eine erneute Zusammenarbeit mit Nordström und Udd.
Der Titel des Albums geht auf eine Liedzeile des Liedes Nihilist zurück, welcher auf dem Album selbst zu finden ist. Laut Sänger Sam Carter spiegelt diese Zeile den dunklen und verrückten Ort wider, an welchem die Welt sich heutzutage befindet.

## Tom Searles Tod
Die Gruppe musste eine Headliner-Tournee durch die Vereinigten Staaten, die zwischen Juli und August 2016 stattfinden sollte, aufgrund eines „familiären Notfalls“ absagen. Dieser stellte sich als euphemistische Aussage für Tom Searles Krebsleiden heraus, welcher in diesem Zeitraum seine kritische Phase erreichte. Searle verstarb Ende August an Krebs. Die Gruppe gab bekannt, trotz des Verlustes eine Tournee durch Australien und das Vereinigte Königreich zu absolvieren.

## Titelliste
| #   | Titel                        | Länge |
| --- | ---------------------------- | ----- |
| 1.  | Nihilist                     | 2:51  |
| 2.  | Deathwish                    | 3:52  |
| 3.  | Phantom Fear                 | 4:06  |
| 4.  | Downfall                     | 4:04  |
| 5.  | Gone with the Wind           | 3:45  |
| 6.  | The Empty Hourglass          | 4:11  |
| 7.  | A Match Made in Heaven       | 3:48  |
| 8.  | Gravity                      | 3:18  |
| 9.  | All Love Is Lost             | 4:20  |
| 10. | From the Wilderness          | 3:44  |
| 11. | Memento Mori                 | 8:12  |
| 12. | Silver Bullet (Deluxe-Album) | 3:05  |

## Erfolg

### Kommerziell
In den Vereinigten Staaten verkaufte sich All Our Gods Have Abandoned Us ungefähr 5.500 mal in der ersten Verkaufswoche, sodass das Album auf Platz 109 in den nationalen Album-Charts einsteigen konnte. Auch in Deutschland stieg das Album in die Charts ein. Dort belegte das Album Platz acht. Im Vereinigten Königreich landete die Band auf Platz 15. In Österreich und in der Schweiz gelang der Charteinstieg auf Platz 17 bzw. 27. In Australien verpasste die Gruppe knapp ihr erstes Nummer-eins-Album. Dort belegte All Our Gods Have Abandoned Us Platz zwei der Charts. Weitere Chartnotierungen gelangen in Frankreich, Belgien (Wallonien und Flandern), sowie in Neuseeland.

### Kritiken
All Our Gods Have Abandoned Us erhielt durchweg positive Kritiken in der internationalen Fachpresse. Auf der Plattform Metacritic erhielt das Album eine Wertung von 82 Prozent, was so viel wie universell wertvoll bedeutet, basierend auf sieben englischsprachigen Fachkritiken.
Kai Butterweck vom Onlinemagazin Laut.de beschreibt, das Architects es schaffen könnten, dem auf der Stelle tretenden Metalcore einen neuen Adrenalinstoß zu verpassen. Er bezeichnete die Musik, den die Gruppe auf dem Album abliefert, als episch. Auf Whiskey-soda.de erhielt das Album eine 1− und war damit nur knapp schlechter als das Vorgänger-Album Lost Forever // Lost Together, das damals die Bestnote einheimsen konnte. Eike Cramer vom Metal Hammer schreibt, dass Stücke wie The Empty Hourglass, All Love Is Lost und A Match Made in Heaven Anleihen von Bring Me the Horizon zeigen würden. Das Album präsentiere sich in seinen ruhigen Momenten dabei als besonders düster.
Sebastian Wahle vom Ox-Fanzine schreibt, dass Architects ihr siebtes Album gerade zur rechten Zeit auf dem Markt gebracht hätten. Er beschreibt die Musik als Mischung aus Death Metal mit Anleihen des Metalcore und Mathcore. Er bezeichnet das Album als Soundtrack für eine Revolution. Auch im Rock Hard erhielt das Album zwei positive Besprechungen.